# Rieju Rs2 125
La Rieju Rs2 125 es una motocicleta tipo racing  supersport (deportiva), la única moto de este tipo, junto a la Rs2 de 49cc, y la versión PRO de ambas cilindradas, que fabrica la empresa española en su planta de Figueras (Gerona).
Es una motocicleta que se caracteriza por su versatilidad tanto para ciudad como para su extrarradio, su estética y conducción super deportiva, y por su bajo consumo.